# The Muse (Star Trek: Deep Space Nine)
"The Muse" és el 21è episodi de la quarta temporada de la sèrie de televisió de ciència-ficció estatunidenca Star Trek: Deep Space Nine, el 93è de tota la sèrie. Originalment es van emetre en redifusió a partir del 29 d'abril de 1996.  L'episodi va ser dirigit per David Livingston i va ser escrit per René Echevarria i Majel Barrett. Va rebre una qualificació Nielsen de 5,3 quan es va emetre per televisió el 1996.
Ambientada al segle XXIV, la sèrie segueix les aventures a Espai Profund 9, una estació espacial situada prop d'un forat de cuc estable entre els Quadrants Alfa i Gamma de la Via Làctia, prop del planeta Bajor, mentre els bajorans es recuperen d'una brutal ocupació de dècades pels imperialistes cardassians. El Quadrant Gamma acull un imperi hostil conegut com el Domini, governat pels Fundadors que canvien de forma. A la quarta temporada, els cardassians han fet les paus amb els bajorans, però estan lluitant una guerra difícil amb els klíngons. En aquest episodi, l'escriptor en potència Jake Sisko cau sota l'encanteri d'una dona misteriosa, mentre que l'agent Odo ajuda l'ambaixadora Lwaxana Troi a escapar del seu controlador marit.
L'episodi marca l'aparició final del personatge recurrent Lwaxana Troi. També marca l'última aparició en pantalla de Majel Barrett Roddenberry a la franquícia Star Trek, tot i que continuaria fent de doblatge a la franquícia fins a la seva mort el 2008.

## Argument
Lwaxana Troi torna a Espai Profund 9 buscant la protecció d'Odo. Està embarassada i fuig del seu marit tavnià, Jeyal. Ell vol endur-se el nadó, en néixer, lluny de Lwaxana per criar-lo en un entorn exclusivament masculí. Lwaxana no vol separar-se del seu fill.
Odo descobreix que, segons la redacció específica de la llei tavniana, el fill pertany al marit de la mare, no necessàriament al pare real. Proposa que Lwaxana es divorciï de Jeyal i es casi amb Odo, de manera que Jeyal no pugui reclamar el seu fill. Aquest esquema es complica quan Jeyal s'autoinvita a la cerimònia de matrimoni. La cerimònia de matrimoni tavniana requereix que tots els presents estiguin convençuts de la legitimitat dels sentiments de la parella, cosa que significa que Odo haurà de convèncer Jeyal que està realment enamorat de Lwaxana perquè el matrimoni sigui legítim. El pla funciona; Odo i Lwaxana es casen i Jeyal abandona l'estació.
Mentrestant, Jake Sisko veu una dona atractiva que arriba a l'estació. Ella el troba i el convida a les seves estances. Jake es retira d'un viatge de 3 dies amb el seu pare, el capità Benjamin Sisko, per quedar-se a l'estació i reunir-se amb la dona, Onaya. Aquell vespre, Jake es reuneix amb ella i ella l'ajuda a escriure estimulant certes àrees del seu cervell. Tanmateix, sembla que també li està prenent alguna cosa a Jake.
Jake es reuneix amb ella diverses vegades treballant en una novel·la ambiciosa. El seu pare torna a l'estació i finalment troba Jake amb Onaya i li impedeix matar el seu fill. L'Onaya justifica les seves accions dient que permet als artistes "viure per sempre" a través d'un treball brillant que els ajuda a produir, mentre ella es nodreix de l'energia cerebral dels artistes. Quan en Ben intenta disparar-li el seu faser, ella no es veu afectada i desapareix de l'estació com una bola d'energia.
Mentre en Jake es recupera, el seu pare ha llegit les pàgines que va escriure sota la influència de l'Onaya i li diu que té els inicis d'una bona novel·la. En Jake respon que no sent que les paraules fossin seves. En Benjamin li assegura que l'Onaya només l'havia ajudat a treure el que ja hi era.

## Relació amb altres episodis
- Aquesta és la tercera de les tres trobades d'Odo i Lwaxana Troi. També el va visitar als episodis "The Forsaken" i "Fascination."
- La novel·la en què treballa en Jake en aquest episodi es titula "Anslem". L'episodi anterior, "The Visitor", retratava un futur alternatiu en què en Jake es convertia en un escriptor d'èxit com a adult després de la desaparició del seu pare; i en aquest episodi, "Anslem" és la novel·la que el va impulsar a la fama.

## Recepció
El 2018, Comic Book Resources va incloure "The Muse" en una llista d'episodis de Star Trek que eren "tan dolents que s'han de veure", qualificant-lo d'"un dels episodis més decebedors" de Deep Space Nine i una pèrdua de l'aparició final de Majel Barrett. Keith DeCandido de Tor.com li va donar un 4 sobre 10.
Una guia de marató de sèries del 2015 per a Star Trek: Deep Space Nine de Wired recomanava saltar-se aquest episodi.
El director David Livingston va admetre que, dels episodis que havia dirigit, aquest episodi no era bo.